# اکبر میرزاحسینی باروق
اکبر میرزاحسینی باروق متولد ۱۵ ‌بهمن کارآفرینی ایرانی است.

## زندگی نامه
اکبر میرزاحسینی در سال ۱۳۴۵ در اردبیل متولد شد.او فارغ‌التحصیل رشتهٔ مهندسی مواد از دانشگاه صنعتی اصفهان و فوق لیسانس مدیریت برنامه‌ریزی دارد.سابقه مدیریت در مجموعه‌های تولیدی و دولتی و انتشار ده‌ها مقاله اقتصادی در مجلات و روزنامه‌های تخصصی را در کارنامه کاری خود دارد.او مؤسس گروه خودرو سازی رخش خودرو دیزل(بزرگترین خودرو ساز تجاری بخش خصوصی ایران)از سال ۱۳۸۲ می‌باشد.

از جمله فعالیت‌های او انتشار۳۴ شماره از نشریهٔ فضل در اردبیل در سال‌های ۱۳۸۳ تا ۱۳۸۵ است که به‌طور تخصصی به موضوع‌های اقتصادی و اجتماعی می‌پرداخت.
حضور در اجلاس اتحادیه اروپا به عنوان نمایندهٔ بخش خصوصی ایران در سال ۱۳۸۱ در کنار صدها جلسهٔ بین‌المللی برای تحرک بخشی به اقتصاد ایران و عضویت در هیئت مدیرهٔ انجمن قطعه سازان آذربایجان به مدت دودوره از سوابق فعالیت‌های او است.

## سوابق مدیریتی
۱-بنیان گذار و اولین مدیر کل آموزش فنی و حرفه‌ای استان اردبیل(۱۳۷۶-۱۳۷۲)
۲-نو سازی شرکت ریخته‌گری آرتا ماشین و ۵ سال مدیریت
۳-معاون خودرو سازی گروه تراکتور سازی تبریز
۴-عضویت در هیئت مدیرهٔ گروه خودرو سازی سایپا
۵-تأسیس شرکت رخش خودرو دیزل و توسعهٔ فعالیت‌های آن در سراسر ایران و کشورهای منطقه(روسیه و ترکیه)